# إدوين لي
إدوين ماه لي (بالإنجليزية: Ed Lee)‏ (ولد في 5 مايو 1952 - 12 ديسمبر 2017) هو العمدة الثالث والأربعين لمدينة سان فرانسيسكو في ولاية كاليفورنيا. عُيّن من قِبل مجلس الأمناء في سان فرانسيسكو في 11 يناير 2011م لتكلمة المدة المتبقية من ولاية العمدة السابق غافين نيوسم الذي استقال ليعمل في منصب الحاكم الملازم لولاية كاليفورنيا. نعهد لي حين تعيينه بعدم الترشح لمكتب العمدة، لكنه تراجع عن تعهده لينضم إلى سباق الترشح على منصب عمدة المدينة حيث فاز بالانتخابات في 8 نوفمبر 2011م.
يعتبر لي أول عمدة أمريكي من أصل صيني في تاريخ مدينة سان فرانسيسكو بالإضافة إلى أنه أول آسيوي أمريكي منتخب لمكتب العمدة. عمل لي كإداري في مدينة سان فرانسيسكو قبل تعيينه كعمدة لها.

## الحياة الشخصية
وُلد لي في عام 1952م في حيبيكون هل في مدينة سياتل في ولاية واشنطن. هاجر والداه إلى الولايات المتحدة الأمريكية في ثلاثينيات القرن الماضي (1930م) من مدينة تويشان في الصين. حارب والد لي في الحرب العالمية الثانية كما عمل كطاه في مطعم يُديره في مدينة سياتل. توفي أباه وهو في عمر 15 سنة حيث عملت أمه كنادلة وخياطة ولدى لي خمسة أشقاء. تخرج لي من كلية باودين في ولاية مين عام 1974م. كما تخرج من كلية القانون في جامعة كاليفورنيا، بركلي في عام 1978م. تزوج من زوجته أنيتا في عام 1980م ولديه ابنتان تانيا وبريانا.

## بلدية سان فرانسيسكو
بعد أن أنهى دراسته في كلية القانون في جامعة كاليفورنيا، بركلي، عمل لي كمدعي إداري لتجمع آسيويي القانون في سان فرانسيسكو حيث عمل مدافعاً عن السكن الميسر وحقوق المهاجرين والمستأجرين. عُين في عام 1989م مفتشاً أول للمدينة من قبل عمدة المدينة في ذلك الوقت آرت أقنوس. عينه لاحقاً آرت أقنوس نائباً لمدير العلاقات الإنسانية. في عام 1991م تم تعيينه مديراُ تنفيذياً لجمعية حقوق الإنسان في سان فرانسيسكو.
في عام 2000م عُين مديراً للأعمال العامة في المدينة ثم في عام 2005م عُين من قبل العمدة السابق غافين نيوسم إدارياً للمدينة لمدة خمس سنوات حتى تم التجديد له في ذات المنصب في عام 2010م. أشرف لي خلال عمله إدارياً للمدينة على تقليص بلدية المدينة وتطبيق الخطة الأولى للمدينة «الخطة الكبرى عشر سنوات».

## عمله كعمدة
رشح مجلس أمناء مدينة سان فرانسيسكو أربعة أشخاص وهم: العمدة الأسبق للمدينة آرت أقنوس والشريف مايكل هنسي ورئيس مجلس الأمناء الأسبق آرون بسكن وإدوين لي. لم يستطع أياً من المرشحين الأربعة تحقيق الستة أصوات الضرورية في اجتماع مجلس الأمناء «المنتهية ولايته في ذلك الوقت» في 4 يناير 2011م.، لكن بعد مناقشات حادة أظهر بعض الأعضاء رغبةً في تحويل دعمهم إلى إدوين لي وعُلق الاجتماع حتى 7 يناير. في اجتماع 7 يناير صوّت أعضاء المجلس آنذاك لصالح لي بعشرة أصوات مقابل صوت واحد ضده من قبل العضو المنتهية ولايته كريس ديلي. تعهد لي في خطاب له قبل تعيينه في ذلك الوقت بعدم الترشح لمنصب عمدة المدينة في المستقبل في حال تم تعيينه مما ساهم في تعيينه.
التصويت كان تمهيدياً وغير ملزم حيث أجل غافين نيوسم استقالته حتى يتسلم أعضاء مجلس الأمناء الجدد مناصبهم. بعد استقالة غافين نيوسم بيوم واحد تم التصويت النهائي في 11 يناير 2011م بواسطة الأعضاء الجدد على تعيين لي بالإجماع حيث استلم مهام عمله عمدة للمدينة مباشرة.
توّصل لي خلال عمله كعمدة لسان فرانسيسكو إلى اتفاقية مع مجلس الأمناء إلى إغلاق عجز الـ 380 مليون دولار أمريكي في الميزانية.